# Rai Mux B (switch-over)
RAI Mux B è stato uno dei multiplex della televisione digitale terrestre a copertura nazionale presenti nel sistema DVB-T italiano. Apparteneva a Rai Way, società controllata da Rai, e non trasmetteva nelle aree in cui era già avvenuta la transizione al digitale. Il mux è stato chiuso il 4 luglio 2012 con la conclusione degli ultimi switch-off.

## Caratteristiche
Il RAI Mux B non aveva la quota minima del 40% da dare in affitto stabilita dalla legge per i multiplex privati perché di proprietà pubblica.
Veicolava comunque TV2000, televisione in affitto con cui la RAI collabora fin dalla nascita.
In occasione degli Europei di calcio 2008 sono stati trasmessi, in alcune zone, segnali in alta definizione.

## Servizi

### Canali presenti al momento della chiusura

#### Canali televisivi
| LCN | Canale      | Note |
| --- | ----------- | ---- |
| 28  | TV2000      | FTA  |
| 42  | Rai Gulp    | FTA  |
| 54  | Rai Storia  | FTA  |
| 57  | Rai Sport 1 | FTA  |
| 58  | Rai Sport 2 | FTA  |

#### Canali radiofonici
| LCN | Canale      | Note |
| --- | ----------- | ---- |
| 801 | Rai Radio 1 | FTA  |
| 802 | Rai Radio 2 | FTA  |
| 803 | Rai Radio 3 | FTA  |

#### Test card e schermi neri
| LCN | Canale      | Note         |
| --- | ----------- | ------------ |
| 501 | Rai Test HD | Schermo nero |

Il canale Rai denominato Rai HD in sostanza ritrasmetteva il segnale di Rai 1 forzato alla risoluzione di 1080i, disponibile sul RAI Mux 4.